# Deivid Soares
Deivid Rodrigo Soares Do Macedo (Carapicuiba, Brasil, 13 de junio de 1988) es un futbolista brasileño que juega como delantero, actualmente milita en el Olímpia (SP) del Campeonato Paulista - Serie A3.

## Clubes
| Club                | País   | Año           |
| ------------------- | ------ | ------------- |
| Rio Preto           | Brasil | 2010          |
| Tupã                | Brasil | 2011          |
| San Marcos de Arica | Chile  | 2012          |
| Penarol (AM)        | Brasil | 2013          |
| Tupã                | Brasil | 2014          |
| Fast Clube          | Brasil | 2015          |
| Galvez (AC)         | Brasil | 2015          |
| Olímpia (SP)        | Brasil | 2016-presente |

## Palmarés

### Campeonatos nacionales
| Título    | Club                | País  | Año  |
| --------- | ------------------- | ----- | ---- |
| Primera B | San Marcos de Arica | Chile | 2012 |